# De Vier Winden (Reutum)
De Vier Winden (ook wel de Weerselose Molen genoemd) is een korenmolen tussen de dorpen Reutum en Weerselo in de Nederlandse provincie Overijssel.
De molen is in 1862 gebouwd en is lange tijd in bezit geweest van de familie Kleijsen. In 1982 heeft de familie de molen in de particuliere Stichting De Molenhof Erve Kleijsen ondergebracht. In 2003 vond een forse restauratie plaats waarna de molen weer door vrijwillige molenaars in bedrijf genomen is.
De molen is thans ingericht met twee koppels maalstenen. De roeden van de molen zijn ruim 22,50 meter lang en zijn voorzien van het Systeem Van Bussel met zeilen.

## Trivia
De molen behoort tot Reutum en de gemeente Tubbergen, maar door de ligging niet ver van Weerselo (gemeente Dinkelland) wordt ook wel van de Weerselose Molen gesproken.

## Geschiedenis
Vóór 1862 had De Vier Winden al een leven als gemaalmolen zonder stelling in De Lutte bij Oldenzaal achter de rug, toen hij werd opgekocht door de rentmeester van de "Heerlijkheid Het Stift" te Weerselo. De molen werd als achtkantige stellingmolen op de huidige plaats herbouwd, waarbij voor de onderbouw stenen werden verwerkt van de inmiddels afgebroken stal bij de vroegere Stifts-poort.
Door opdroging van de beken rondom Weerselo in het uitgebreide grondgebied van 'Het Stift' voldeden de aanwezige watermolens steeds minder en was er behoefte aan een tweede windmolen. De eerste windmolen van 'Het Stift' in Weerselo was een 'Stender'-molen, gebouwd in 1648 te Hengelo Overijssel en rond 1848 herbouwd op 'De Beld' aan de Bisschopstraat. In 1932 werd deze, echt 'Weerseloosche' molen, afgebroken.
Door de economische neergang van 'Het Stift' sedert 1795 (Bataafse Republiek en aansluitende Franse tijd) door o.a. het verlies van prebenden, waardoor uittreding van de adellijke joffers van 'Het Stift' werd bespoedigd, werd men regelmatig genoodzaakt bezittingen en landgoederen te gelde te maken. Het Stift werd afhankelijk van de pacht van de uitgestrekte landerijen en boerenhofsteden die het in bezit had. De inkomsten uit de maalderijen van deze twee molens bleef
achter bij de verwachtingen.
Door voortdurend geldgebrek van Het Stift en waarschijnlijk om personeelskosten te besparen, werd de molen De Vier Winden omstreeks 1895 door de toenmalige houtvester van 'Het Stift', de heer B. Wilmink, in bezit overgedragen aan molenaar Henricus Antonius Kleijsen (* Albergen 8 mei 1862 - † Reutum, gemeente Tubbergen, 10 april 1941). Voordien had deze ervaring opgedaan, eerst als molenaars-gezel bij de 'Frielink's molen' te Fleringen bij Albergen, en in latere jaren bij diverse andere molenaars-bedrijven in Overijssel e.o., waaronder bij de molen te Dedemsvaart. De in zijn geboortejaar 1862 gebouwde molen De Vier Winden werd na 1932 -- toen de eerste molen was afgebroken -- in de volksmond de Weerselose Molen genoemd, veelal echter ook wel aangeduid als Kleijsen's Möll. De Kleijsenweg waaraan de molen ligt, herinnert nog steeds aan deze molenaar en eigenaar.